# رافاييل سانتوس
رافاييل ألفيس دوس سانتوس (بالبرتغالية:Rafael Alves dos Santos) الشهير باسم رافاييل سانتوس (مواليد 10 نوفمبر 1984 في جابوتيسابال - البرازيل) لاعب كرة قدم برازيلي يلعب حاليا لصالح نادي الدرجة الأولى بولونيا الإيطالي منذ 2009 في مركز قلب الدفاع . .

## روابط خارجية
- رافاييل سانتوس على موقع اتحاد أوكرانيا (الإنجليزية)
- رافاييل سانتوس على موقع قاعدة بيانات كرة القدم.إي يو (الإنجليزية)
- رافاييل سانتوس على موقع Soccerway.com (الإنجليزية)
- رافاييل سانتوس على موقع كووورة
- رافاييل سانتوس على موقع AS.com (الإسبانية)